# Султан-Мурад Бенойський
Султан-Мурад Бенойський — чеченський воєначальник, ватажок Беноївських муртазеків (гвардія Імамата), мазун аула Беной, представник тайпу Беной, один з керівників повстань і абрецьких рухів у Чечні 1860–1861, 1863—1865, 1877-1878 років. З 8 травня 1860 року керував повстанням в Ічкерії спільно з Байсангур Беноєвським. Після придушення повстання ховався у лісах.
У повстанні 1877—1878 роках Султан-Мурад був начальником наїбів. 13 серпня 1877 року на бік повсталих перейшли всі аули навколо Ведено, які також повстали, під керівництвом Султан-Мурада Бенойського, Сулеймана Центароєвського, Тангая, взяли під контроль усі висоти, прилеглі до Ведено. У листопаді 1877 був полонений під час взяття аула Согратль. Разом з іншим організатором повстання, Сулейманом Центороєвським, втік і зник у Туреччині.
Помер у 1878 році, похований у Біної.